# Blasiuskirche (Aschbacherhof)
Die Blasiuskirche oder Kirche St. Blasius ist eine bis auf ihren Turm abgegangene Kirche innerhalb der Ortsgemeinde Trippstadt. Der erhaltene Turm steht unter Denkmalschutz.

## Lage
Das Tal des Aschbach wird von dem Turm der ehemaligen Kirche überragt, der zur Annexe Aschbacherhof gehört. Dem Bauwerk gegenüber liegt der vierseitige Aschbacherhof mit seinen drei Herrschaftshäusern, die den Flersheimern und den Erben der Wilensteiner zu Eigen waren. Weiter östlich mündet der Hirschsprungbach in den Aschbach.

## Baustil
Das Bauwerk ist hauptsächlich der Gotik und zu einem geringeren Maße der Romanik zuzuordnen. Der erhaltene Turm hat drei Geschosse; er umfasst zusätzlich die Nordmauer des Chors und stammt aus dem 13. oder dem frühen 14. Jahrhundert.

## Geschichte
Die Kirche wurde im Jahr 1215 erstmals erwähnt. Sie bildete den Pfarrsitz der Herrschaft Wilenstein – bestehend aus Trippstadt, Stelzenberg, Mölschbach und dem Stüterhof –  in der Grafschaft Falkenstein, deren Burg Wilenstein rund vier Kilometer südlich als teilrestaurierte Ruine oberhalb des Karlstals bei Trippstadt erhalten ist.
Im Zuge der Reformation wurde sie die erste lutherische Kirche innerhalb der Pfalz.
Nach dem Bau der größeren Kirche in Trippstadt verlor sie ihre Funktion. Bereits 1786 war die Kirche nicht mehr nutzbar, weil das Dach eingebrochen war. Mit dem Übergang in Privatbesitz verfiel sie immer mehr, und die Steine des Kirchenschiffs wurden zum Bau anderer Gebäude verwendet. Einzig der Turm blieb erhalten.
Ein Ziegelstein im Mauerwerk fungiert mittlerweile als Ritterstein 137 und trägt die Aufschrift Kath. dann Luth. Kirche 12.–18. Jh. Bis in die Gegenwart ist die Ruine nicht öffentlich zugänglich.
1953 kam es zu einem Besitzerwechsel. Der Turm wurde grundlegend restauriert, Wasser- und Stromanschluss installiert und er wurde unter Denkmalschutz gestellt.
Seit 2016 wurde der Turm der ehemaligen Kirche in den Sternenweg / Chemin des Étoiles aufgenommen und ist somit ein Teil des geistigen Weltkulturerbes.